# Bergama
Ne doit pas être confondu avec Bergame ou Bergamo.
Bergama est une ville de 60 000 habitants, chef-lieu du district du même nom, dans la province d'İzmir, en Turquie.
- Pour la ville historique et le site archéologique, voir l'article Pergame.

## Démographie
| 1990   | 1997   | 2000   | 2007   | 2009   |
| ------ | ------ | ------ | ------ | ------ |
| 42 554 | 46 880 | 52 173 | 58 212 | 60 274 |

## Histoire
La ville est le site de l'antique Pergame.